# Hrant Dink

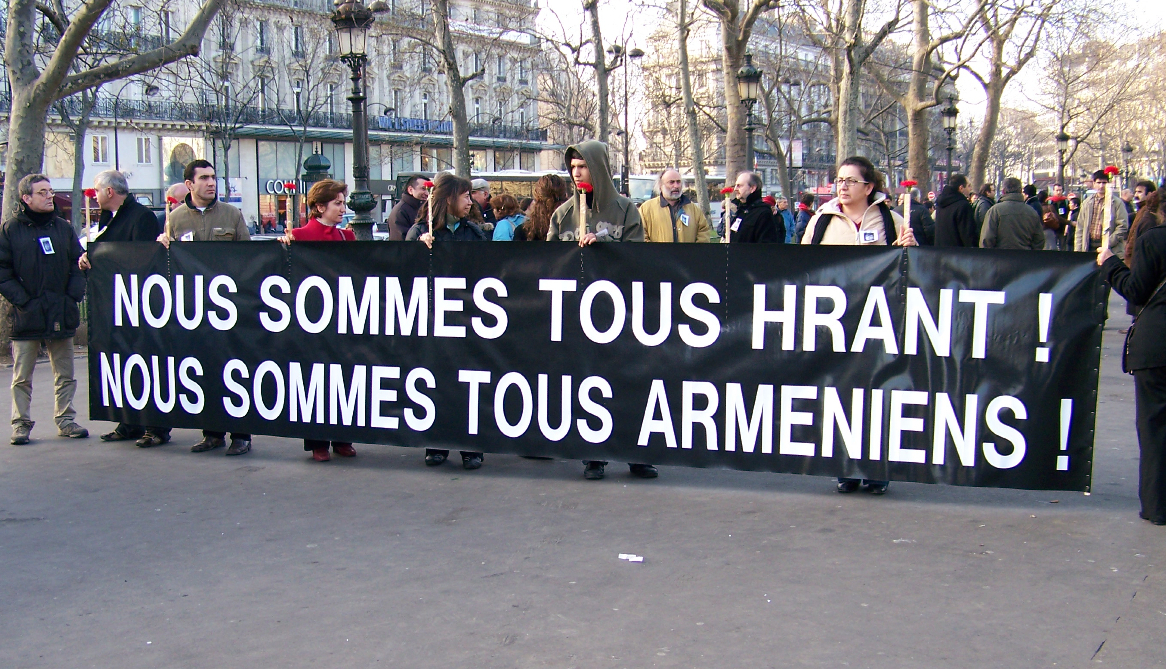
Hrant Dink

Hrant Dink (Malatya, Turquía, 15 de septiembre de 1954 - Estambul, 19 de enero de 2007) fue un periodista turco de origen armenio.

## Biografía
Su faceta profesional más conocida era su condición de redactor del semanario Agos en armenio. Fue columnista y redactor-jefe del mismo desde 1996 hasta su asesinato, medio al que se le considera como la voz de la comunidad armenia.
Su familia se trasladó a Estambul en 1960. Tras el divorcio de sus padres se crio en un orfanato armenio. Estudió en escuelas armenias y, al terminar sus estudios en secundaria, se casó. Cursó la formación superior en Zoología en la Universidad de Estambul, donde se graduó, para pasar a estudiar Filosofía en la misma universidad.
En 1996 empezó a escribir en el semanario Agos donde decía querer establecer un puente de unión y comunicación entre los turcos y la comunidad armenia a la que consideraba aislada en el país. Otro de los objetivos del semanario era acercar a ambos estados, Turquía y Armenia, reconociendo los primeros las injusticias cometidas contra el pueblo armenio en el pasado. Era también columnista del diario de izquierda BirGün, y había recibido en Hamburgo (Alemania) el premio "Henri-Nannen" para la libertad de prensa.
En 2005 fue condenado por violar el artículo 301 del Código Penal, en concreto por «insultar la identidad turca» en un artículo sobre la diáspora armenia. Dink escribió una serie de artículos en los cuales invitó a los armenios de la diáspora a terminar de centrar sus iras en el enfrentamiento con los turcos y a hacerlo en el bienestar de Armenia. 
Manifestó su intención de recurrir la sentencia ante el Tribunal Supremo de Turquía y la Corte Europea de Derechos Humanos.

## Muerte
El 19 de enero de 2007, mientras regresaba a su casa procedente de la redacción de Agos, fue asesinado a tiros en la calle. En la noche del 20 de enero, la policía de Turquía informó de la detención de un joven de 17 años en la ciudad de Samsun, en la costa del mar Negro, que se había confesado autor del crimen.